# Pascal Heije
Pascal Heije (Amsterdam, 2 oktober 1979) is een Nederlands voormalig voetballer die doorgaans als verdediger of  middenvelder speelde.

## Carrière
Heije stond bij AFC Ajax te boek als een van de grootste talenten van zijn generatie. Tot een echte doorbraak bij Ajax kwam het echter nooit. Heije maakte op 26 maart 2000 als vervanger voor Aron Winter in het competitieduel tussen Ajax en NEC zijn debuut. In totaal speelde hij twee wedstrijden voor Ajax.
Hij vervolgde, eerst op huurbasis, zijn loopbaan bij RBC Roosendaal, waarvoor hij van het seizoen 2000/01 tot en met 2002/03 in totaal 78 wedstrijden speelde. De volgende twee seizoenen stond hij onder contract bij N.E.C. (34 wedstrijden). In het seizoen 2005/06 speelde hij nog elf wedstrijden voor Go Ahead Eagles, maar zijn contract werd niet verlengd en Heije kwam zonder club te zitten.
Begin 2008 kon Heije na een proefperiode tekenen bij FC Emmen. De onderhandelingen hierover liepen echter spaak. Hierna vond hij op amateurbasis onderdak bij Willem II, waar hij alleen bij Jong Willem II speelde. Vanaf augustus 2008 kwam hij op amateurbasis weer uit voor RBC Roosendaal. In het seizoen 2009/10 zou Heije als amateur bij Rijnsburgse Boys gaan spelen als hij geen profclub zou vinden. In augustus tekende hij een eenjarig contract bij het Cypriotische APEP Pitsilia.
Vanaf augustus 2010 speelde Heije bij de amateurvereniging Ajax in de eerste klasse op zaterdag. Voor 2011 tekende hij een eenjarig contract bij Bali Devata FC in Indonesië, waar hij veel wedstrijden speelde in de hoogste divisie. In het seizoen 2015-2016 speelde Heije voor de Blauw-Wit Beursbengels.
Pascal Heije is aanvoerder en initiator van de Golden Boys voetbalteam, het team van Ajax dat in het seizoen 1997-1998 als A1-juniorenteam al haar wedstrijden met dikke cijfers won en nog altijd de 'gouden lichting' wordt genoemd. Heije heeft eind 2017 de Golden Boys Voetbalschool opgericht. Sinds januari 2018 geeft Heije ook trainingen aan de jeugd bij FC Weesp.